# 生神女就寝大聖堂 (モスクワ)

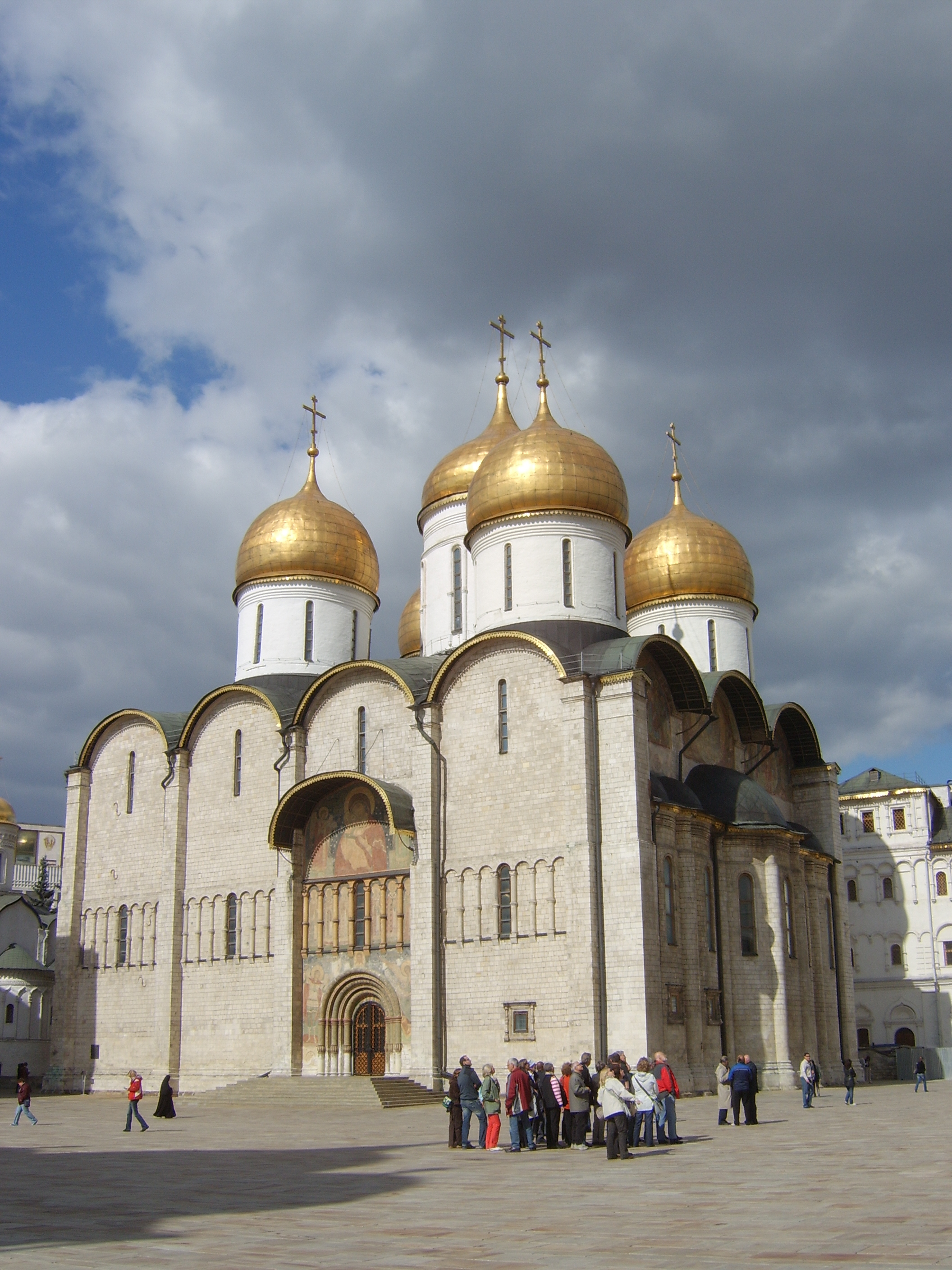
クレムリン（モスクワ）の生神女就寝大聖堂（2010年）

モスクワのクレムリンの中にある生神女就寝大聖堂（しょうしんじょしゅうしんだいせいどう、Успенский Собор）は、かつてのモスクワ大公国の母教会であり、ロシア正教会の著名な大聖堂である。大聖堂はクレムリン の大聖堂広場に接しており、1475年から1479年にかけて、イタリア人建築家アリストーテリ・フィオラヴァンティによって建設された。
ロシア語名である"Успенский собор"（ウスペンスキー　サボール）の前半部をそのまま転写してウスペンスキー大聖堂とも呼ばれる。
"Успенский"（ウスペンスキー）は、「眠り」「永眠」「生神女就寝祭」を表す"Успение"（ウスペニイェ）に由来する。生神女（しょうしんじょ）とは正教会における、聖母マリアを指す称号であり、日本正教会による訳語。生神女就寝祭とは生神女の永眠を記憶する祭であり、これを記憶するのが生神女就寝聖堂である。従って当大聖堂を日本語訳すれば「生神女就寝大聖堂」となる。
聖母被昇天の教義はカトリック教会のものであり、正教会では「被昇天」の語は用いずあくまで「就寝」との語を用いる。従って当記事で扱う正教会の聖堂に「聖母被昇天聖堂」等の訳を当てるのは誤りである。

## 生神女就寝大聖堂・モスクワのクレムリン

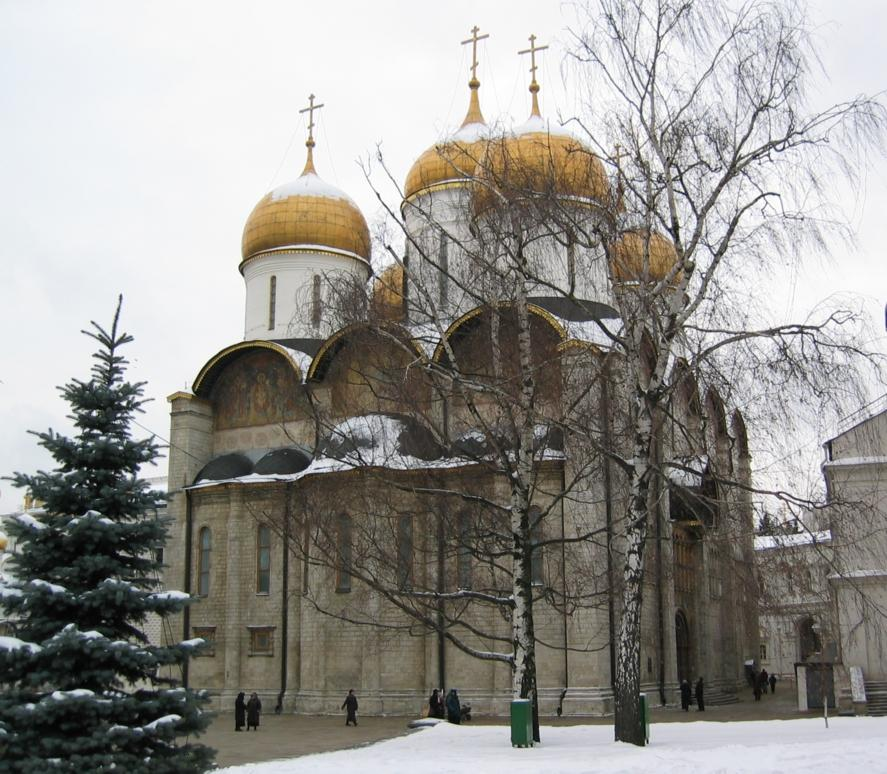
クレムリン（モスクワ）の生神女就寝大聖堂。冬景色。

### 建設
14世紀に、府主教ペートルはイヴァン1世に対し、ウラジーミルの生神女就寝大聖堂のような、生神女に捧げる大聖堂をモスクワに建てるよう強く勧めた。1326年8月4日に大聖堂の建設は始められた。後年、モスクワはウラジーミル・スーズダリ大公国の首都となり、さらに後には全ルーシの中心地となるが、モスクワが府主教座としての大聖堂を建設する事はそうした勢力の伸張を反映して行われた。
15世紀末に老朽化した大聖堂は崩壊しており、1472年にはプスコフの建築家クリヴツォフとムィシキヌによって新大聖堂の建設が始められた。しかし2年後、完成間際になってモスクワでは非常に稀な地震によって新大聖堂は突如崩壊した。
新大聖堂の崩壊後、イヴァン3世はイタリアのボローニャ出身の誉れ高い建築家アリストテレ・フィオラヴァンティを招聘し、ロシア建築の伝統に則った大聖堂の建築を任せた。ウラジーミルの大聖堂は今一度、建築にあたってのモデルとされ、フィオラヴァンティはロシア建築の手法を学ぶためにウラジーミルに旅行した。彼はルネサンスとロシアの伝統を融合した、明るく広々とした傑作を設計した。
新大聖堂の基礎は1475年に置かれ、1479年には新大聖堂が府主教ゲロンティによって成聖された。内部はフレスコ画と、「ウラジーミルの生神女」「ヴラヘルネの生神女」を含む多数のイコンによって装飾されている。

### 歴史

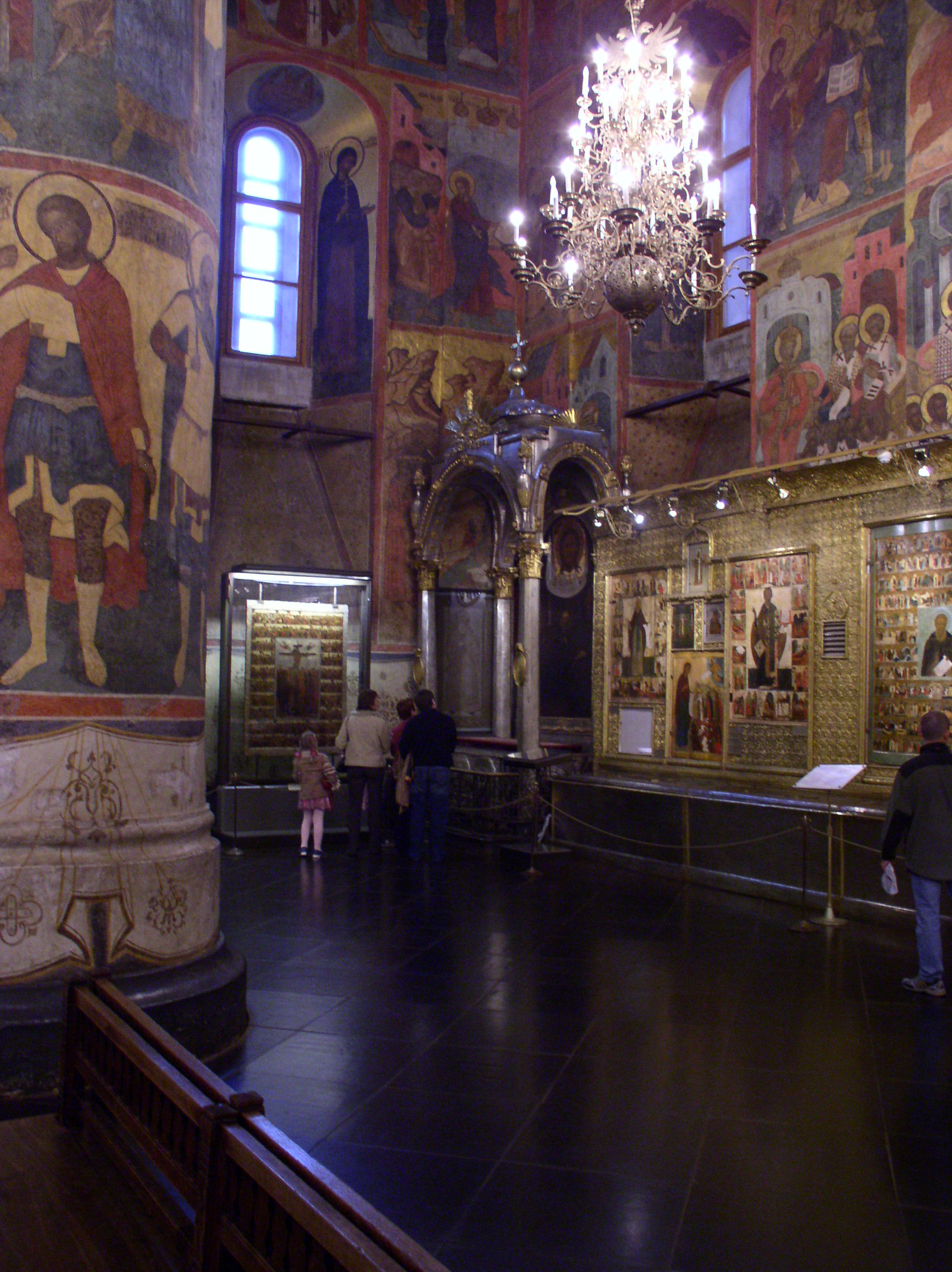
生神女就寝大聖堂の内観

1547年に、イヴァン4世の、ロシアで最初のツァーリとしての戴冠式が当大聖堂で執り行われた。また1721年より、ロシア皇帝の戴冠式の舞台となってきた。ロシア正教会の首座たる府主教・総主教の着座式もここで行われ、墓もここに設けられてきた。但しピョートル1世によってモスクワ総主教庁は廃止され、総主教庁が復活するのは1917年の2月革命の後になってからである。
1917年11月21日に大聖堂では、モスクワ府主教ティーホンのモスクワ総主教着座式が執り行われた。だが彼はソ連政府からのちに弾圧を受けて致命し、のちに列聖される。無神論を標榜し、正教会をはじめとして様々な宗教に弾圧を加えたボリシェヴィキ政権がモスクワに移ると、モスクワのクレムリン内の奉神礼は一切禁止された。1918年の復活大祭の挙行が、ウラジーミル・レーニンによって唯一与えられた特別の許可であった。この復活祭の奉神礼の最後の模様は、パーヴェル・コリン（en:Pavel Korin）による作品「さらばロシア（Farewell to Rus）」の主題ともなった。大聖堂の資産や宝物は没収され、クレムリンの武器庫（美術館）やトレチャコフ美術館などに移転させられた。
1941年の冬に関する逸話がある。ナチス・ドイツがモスクワの間近にまで迫っている際、ヨシフ・スターリンは秘密裏に、生神女就寝大聖堂でナチス・ドイツの侵略を受ける国に対する救いを願う祈りを捧げるよう命じたという。スターリンは救世主ハリストス大聖堂の爆破を命じるなど、教会に対する弾圧を強く推し進めていたが、ナチス・ドイツの侵攻に際して国家の防衛における教会の役割に一定の期待をかけるようになり、第2次世界大戦以降、スターリンの教会に対する強硬姿勢は若干、軟化した。しかしそれでも基本的には生神女就寝大聖堂を含め多くの教会が、依然としてソ連政府の管理下に置かれ、教会が自由に使う事は出来なかった。
1990年、建物は依然として博物館として供用されていたが、生神女就寝大聖堂は教会に返還された。現在では活発に奉神礼が行われている。

### 関連藝術
大聖堂正面の広場は、ムソルグスキーのオペラ「ボリス・ゴドゥノフ」の有名な戴冠式の場面として設定されている。

## 参考書籍
- 川又一英『イコンの道 ビザンティンからロシアへ』東京書籍 ISBN 978-4-487-79897-1